# Epiphanie Nyirabarame
Epiphanie Nyirabarame (Butare, 15 de dezembro de 1981) é uma maratonista de Ruanda. Já participou de três edições do Campeonato Mundial de Atletismo, tendo como melhor resultado o 26º lugar em 2009. O tempo de 2h33min59s é o recorde nacional da prova. Também participou de duas edições dos Jogos Olímpicos.